# 西奧菲勒斯·品奇斯
西奧菲勒斯·戈爾德里奇·品奇斯 M.R.A.S.（英語：Theophilus Goldridge Pinches，1856年—1934年6月6日）是一名英國亞述學家。
品奇斯最初在父親的企業中擔任模具沉工，但由於對楔形文字銘文的業餘興趣，他於1878年進入大英博物館先後擔任助理館長和館長，直到1900年退休。他在倫敦大學學院和利物浦大學擔任亞述學講師，直到1932年或1933年，1934年逝世。
在大英博物館埃及和亞述部任職期間，品奇斯為亞伯拉罕·薩克斯等學者提供了幫助，並在倫敦大學任教。1895年至1900年，他在大英博物館擔任助理保管員期間「辛勤工作」，使博物館收購的許多藏品得以再次合璧，這在很大程度上要歸功於他。他還翻譯了一些與西訂谷之戰有關的巴比倫石碑，並從1886年起成為《巴比倫和東方記錄》（The Babylonian and Oriental Record）的編輯之一。1890年，品奇斯發現並公佈了吉爾伽美什名字的正確讀法，而不是伊茲杜巴爾（Izdubar）。這份被稱為《編年史P》的文件儘管狀況不佳，卻提供了重要的歷史信息，它就是以品奇斯的名字命名的，品奇斯是它的第一任編輯。
品奇斯於1934年逝世，並將他「個人收藏的大量楔形文字石碑」遺贈給他的得意門生阿奇博·塞西爾·柴別洛。

## 外部連結
- 西奧菲勒斯·品奇斯的作品  - 古騰堡計劃
- 互联网档案馆中西奧菲勒斯·品奇斯的作品或与之相关的作品